# Maurice de Lacoste du Vivier
Pour les articles homonymes, voir Roelants et Vivier.
Maurice de Lacoste du Vivier est un homme politique français né le 19 octobre 1789 à Pont-à-Mousson (Meurthe-et-Moselle) et décédé le 10 juillet 1854 à Vichy (Allier). Il est le fils du général Jean-Laurent-Justin de Lacoste du Vivier.
Chef d'escadron d'artillerie, il est député de la Meurthe de 1833 à 1848, soutenant la monarchie de Juillet. Il termine sa carrière comme général de division.
Il épouse Thérèse Christine Adélaïde Oudinot. Il a deux enfants, Marie Thérèse Charlotte (1828-1881) qui épouse Jean-Baptiste Félix Ferri-Pisani-Jourdan (1809-1881), futur général, fils de Paul Félix Ferri-Pisani, et Marie Adolphe Fernand, baron de La Coste du Vivier (1833-1906).

## Sources
- « Dictionnaire des parlementaires français de 1789 à 1889 (Adolphe Robert, Edgar Bourloton et Gaston Cougny) », sur gallica BNF (consulté le 14 décembre 2013)